# Автокорреляционная функция

График 100 случайных величин, суммированный с синусоидальным сигналом малой амплитуды. График автокорреляционной функции позволяет увидеть периодичность в ряде данных.

Автокорреляционная функция (АКФ) — зависимость взаимосвязи между функцией (сигналом) и её сдвинутой по аргументу функции копией от величины сдвига.
Для детерминированных сигналов автокорреляционная функция (АКФ) сигнала {\displaystyle f(t)} определяется интегралом:
{\displaystyle B(\tau )=\int _{-\infty }^{\infty }f(t)f^{*}(t+\tau )dt=\int _{-\infty }^{\infty }f(t)f^{*}(t-\tau )dt,}
и показывает связь сигнала (функции {\displaystyle \;f(t)}) с копией самого себя, смещённого на величину {\displaystyle \tau }. Звёздочка означает комплексное сопряжение.
Для случайных процессов АКФ случайного процесса {\displaystyle X(t)} имеет вид:
{\displaystyle B(t,t-\tau )=\mathbb {E} [X(t)X^{*}(t-\tau )]=\int _{-\infty }^{\infty }\int _{-\infty }^{\infty }x_{1}x_{2}^{*}f_{2}(x_{1},t;x_{2},t-\tau )dx_{1}dx_{2}},
где {\displaystyle \mathbb {E} } — математическое ожидание,
{\displaystyle x_{1}}, {\displaystyle x_{2}^{*}} — значения случайных величин {\displaystyle X(t)} и {\displaystyle X^{*}(t-\tau )} в моменты времени {\displaystyle t} и {\displaystyle t-\tau },
{\displaystyle f_{2}(x_{1},t;x_{2},t-\tau )} — двумерная плотность вероятности случайных величин {\displaystyle X(t)} и {\displaystyle X(t-\tau )}.
Также в литературе АКФ случайного процесса {\displaystyle X(t)} определяют по формуле:
{\displaystyle {\begin{aligned}B(t,t-\tau )=\mathbb {E} [(X(t)-\mathbb {E} [X(t)])(X^{*}(t-\tau )-\mathbb {E} [X^{*}(t-\tau )])]=\\=\int _{-\infty }^{\infty }\int _{-\infty }^{\infty }(x_{1}-\mathbb {E} [X(t)])(x_{2}^{*}-\mathbb {E} [X^{*}(t-\tau )])f_{2}(x_{1},t;x_{2},t-\tau )dx_{1}dx_{2}.\end{aligned}}}
В некоторых источниках эту функцию называют автоковариационной функций.  
Если исходная функция строго периодическая, то на графике автокорреляционной функции тоже будет строго периодическая функция. Таким образом, из этого графика можно судить о периодичности исходной функции, а, следовательно, и о её частотных характеристиках. Автокорреляционная функция применяется для анализа сложных колебаний, например, электроэнцефалограммы человека.

## Применение в технике
Корреляционные свойства кодовых последовательностей, используемых в широкополосных системах, зависят от типа кодовой последовательности, её длины, частоты следования её символов и от её посимвольной структуры.
Изучение автокорреляционной функции играет важную роль при выборе кодовых последовательностей с точки зрения наименьшей вероятности установления ложной синхронизации.

## Другие применения
Автокорреляционная функция играет важную роль в математическом моделировании и анализе временных рядов, показывая характерные времена для исследуемых процессов. В частности, циклам в поведении динамических систем соответствуют максимумы автокорреляционной функции некоторого характерного параметра.